# 巴尔茨豪森
巴尔茨豪森是德国巴伐利亚州的一个市镇。总面积14.63平方公里，总人口1180人，其中男性606人，女性574人（2011年12月31日），人口密度81人/平方公里。